# Бодзанув (Опольське воєводство)
Бодзанув (пол. Bodzanów) — село в Польщі, у гміні Глухолази Ниського повіту Опольського воєводства.
Населення — 1493 особи (2011).

## Демографія
Демографічна структура станом на 31 березня 2011 року:
|          | Загалом | Допрацездатний вік | Працездатний вік | Постпрацездатний вік |
| -------- | ------- | ------------------ | ---------------- | -------------------- |
| Чоловіки | 741     | 135                | 544              | 62                   |
| Жінки    | 752     | 119                | 461              | 172                  |
| Разом    | 1493    | 254                | 1005             | 234                  |